# 1897 en Colombie-Britannique
Chronologie de la Colombie-Britannique
- 1893
- 1894
- 1895
- 1896
- 1897
- 1898
- 1899
- 1900
- 1901

Cette page concerne des événements qui se sont produits durant l'année 1897 dans la province canadienne de Colombie-Britannique.

## Politique

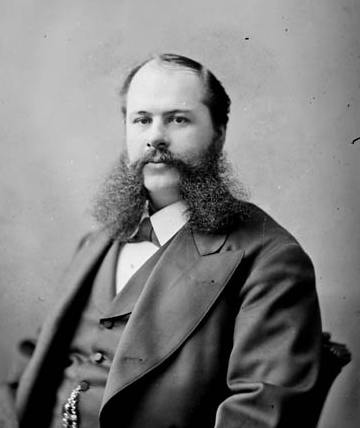
Thomas Robert McInnes

- Premier ministre : John Herbert Turner.
- Chef de l'Opposition :
- Lieutenant-gouverneur : Edgar Dewdney puis Thomas Robert McInnes
- Législature :

## Naissances
- 2 janvier à Esquimalt : Anthony Armstrong, pseudonyme de George Anthony Armstrong Willis, décédé le 10 février 1972,  auteur britannique de roman policier.

## Décès
- 4 juillet : Amor De Cosmos, premier ministre de la Colombie-Britannique.
- 31 décembre : David Oppenheimer, maire de Vancouver.